# Владимир Путин
Владимир Владимирович Путин (на руски: Влади́мир Влади́мирович Пу́тин) е руски държавник и политически деец. Настоящ президент на Руската федерация, председател на Държавния съвет на Руската федерация и върховен главнокомандващ на въоръжените сили на Руската федерация от 7 май 2012 г. Преди това е президент от 7 май 2000 г. до 7 май 2008 г., а през 1999 – 2000 г. и 2008 – 2012 г. е министър-председател на Русия. Полковник от запаса (1999). Действащ държавен съветник на Руската федерация, I клас (1997). Доктор по икономически науки (1997). Вследствие на водената от него държавна политика се пораждат термините рашизъм и путинизъм.
Завършва Юридическия факултет на Ленинградския държавен университет (ЛГУ). От 1977 г. работи в следствения отдел на Дирекцията на КГБ на СССР за Ленинград и Ленинградска област. От 1985 до 1990 г. служи в резидентурата на съветското външно разузнаване в ГДР. След завръщането си в Ленинград работи като помощник - ректор на Ленинградския държавен университет. А  след това като съветник на Анатолий Собчак, председател на Ленинградския градски съвет. След като подава оставка от КГБ на 20 август 1991 г., той продължава да работи в кметството на Санкт Петербург. След поражението на Собчак на губернаторските избори през 1996 г., той се премества в Москва, където е назначен за заместник-ръководител на делата на президента на Руската федерация. След кратък мандат начело на Федералната служба за сигурност на Руската федерация и като секретар на Съвета за сигурност, през август 1999 г. оглавява Руското правителство.
Той става първият човек в държавата на 31 декември 1999 г., когато след оставката на руския президент Борис Елцин е назначен за временно изпълняващ длъжността. За първи път е избран за президент на Русия на 26 март 2000 г., а след това е преизбиран през 2004 г. През 2008 г. е сменен от Дмитрий Медведев на президентския пост и е назначен за министър-председател на Русия. Преди изборите през 2012 г. президентският мандат в страната е удължен от 4 на 6 години. През 2012 г. отново печели президентските избори. През 2018 г. е преизбран за четвърти мандат. След приемането на промените в Конституцията на Руската федерация (през 2020 г.), той получава правото да се кандидатира на президентските избори през 2024 г. През последните 20 години разделът на конституцията на Руската федерация, ограничаващ продължителността и броя на мандатите на президента и неговите правомощия, е променян неколкократно, като в тази връзка с искане за тълкуването му е сезиран и Руския конституционен съд.
Началото на неговото управление през 1999 г. е белязано от т. нар. Втора чеченска война, срещу самопровъзгласилата се Чеченска република Ичкерия, която заглъхва през 2009 г. През 2008 година в Грузия е проведен референдум за членство на кавказката република в НАТО. В резултат избухва кратка Руско-грузинска война. След нея Русия признава сепаратистките Абхазия и Южна Осетия за независими държави. В началото на 2014 г., след идването на власт на прозападни сили в Украйна, Русия анексира с военна намеса Крим и започва да подклажда сепаратистки настроения в Донбас. Този акт не е признат от по-голямата част от международната общност и довежда до налагането на санкции срещу Русия от Запада. В резултат Украйна трайно се ориентира към членство в НАТО, но през февруари 2022 г. Путин подписва указ за признаване на сепаратистките Донецка и Луганска народни републики за независими държави. След това Русия напада Украйна, като Путин заявява в обръщение, че украинският народ и държава нямат право да съществуват в този си вид. Нахлуването е осъдено от Общото събрание на ООН. Нападението над Украйна води до безпрецедентни икономически санкции и политическа изолация на Русия.
Путин е определян като автократ, следващ антидемократични, националистически, а според някои анализатори и фашистки идеи. Той си поставя за цел възобновяването на имперската политика на Русия и евентуалното възстановяване под някаква форма на СССР. Управлението му се характеризира с повсеместна корупция, репресии срещу опозицията, независимите медии и въобще инакомислещите. След 2008 година в страната настъпва икономическа стагнация, която води до неспособност на икономиката да се модернизира и продължаващ демографски упадък. Според някои анализатори руският президент притежава активи в рамките на 100-160 млрд. долара, и е най-богатият човек в света. Путин също е сочен като отговорен за извършените от руските войски военни престъпления, а известни личности и подписки с милиони участници призовават за изправянето му пред международен трибунал. След началото на руската агресия срещу Украйна през 2014 г., Путин нееднократно заплашва индиректно страни от НАТО, или колективния Запад с ядрено оръжие. В тази връзка някои психиатри приемат, че Путин страда от разстройство на личността, и може да предизвика Трета световна война. През септември 2022 г. говорителят на българското правителство Ивайло Калфин предупреждава, че светът трябва да е подготвен, че Путин може да използва ядрено оръжие.
Путин е издирван от Международния наказателен съд в Хага като заподозрян в организирането на депортиране на местно население, включително деца, от окупираните от Русия региони на Украйна в нарушение на Женевските конвенции, което представлява военно престъпление. Той е едва седмият държавен глава в историята, обект на подобни разследвания. През 2023 година Парламентарната асамблея на Съвета на Европа приема решение, в което се твърди, че Путин е превърнал Русия в диктатура, а самият той е обявен за диктатор.

## Произход
Според собствения му отговор по време на преброяването, той е руснак по националност.
Баща – Владимир Спиридонович Путин (23 февруари 1911 г. – 2 август 1999 г.), е роден в село Поминово, Тверска губерния, служи в подводния флот през 1933 – 1934 г., участник във Великата отечествена война, съставен от Петерхофски военен комисариат на Ленинградска област. В Червената армия – от юни 1941 г., боец от 330-ти пехотен полк на 86-та дивизия на Червената армия, ранен е тежко от шрапнел в левия пищял и крак на 17 ноември 1941 г. Награден е с медали: „За военни заслуги“, „За отбраната на Ленинград“, „За победата над Германия“. Член на ВКП (б) от 1941 г. След войната е майстор в завода "Егоров". През 1985 г. е награден с орден „Отечествена война“ I степен.
Майка – Мария Ивановна Путина (по рождение Шеломова) (17 октомври 1911 г. – 6 юли 1998 г.), произхожда от село Заречие, Тверска губерния, където се среща с Владимир Спиридонович, също работи във фабрика, оцелява след блокадата на Ленинград. Тя е наградена с медал „За отбраната на Ленинград“ от щаба на КБФ.
Дядо – Спиридон Иванович Путин (19 декември 1879 – 8 март 1965), произхожда от село Поминово, Тверска губерния. Работи като готвач в Горки, готви за Надежда Крупская, Мария и Дмитрий Улянов до смъртта им. През 1940 г. той става главен готвач на пансиона на Московския градски комитет на комунистическата партия на Съветския съюз "Иличевски" в село Илинское. Там той храни министрите, първите секретари на Московския градски партиен комитет, Никита Хрушчов, работи до осемдесетгодишна възраст.
Предците на Путин по бащина и майчина линия (Путини, Шеломови, Чурсанови, Буянови, Фомини и други) са били селяни в Тверския окръг поне 300 години.

## Биография
Владимир Путин е роден в Ленинград (дн. Санкт Петербург) на 7 октомври 1952 г. Малко е известно за ранното му детството. Той е късно дете в семейството. Двама негови братя са умрели в началото на 40-те години. Според официалната теза родителите на Путин – Владимир Спиридонович Путин и Мария Ивановна Путина (Шаломова) са от руско потекло. Съществува и версия, че майка му е с еврейски корени. Според друга версия той е късно осиновен след преждевременната смърт на рождените деца в семейство Путини. Завършва право в Ленинградския държавен университет през 1975 г., след което постъпва на работа в Комитета за държавна сигурност (КГБ). От 1985 г. работи за КГБ в ГДР. След завръщането си в Русия през 1990 г. работи в родния си град като служител в университет (1990 – 1991), съветник по чуждестранните инвестиции на кмета Анатолий Собчак (1991 – 1994) и заместник-кмет (1994 – 1996). Официално напуска КГБ след опита за преврат през август 1991 г. Членува в комунистическата партия на Съветския съюз от 1975 до 1991 година.

След 1996 г. се премества в Москва и заема второстепенни постове в администрацията на Борис Елцин. През 1997 г. става заместник-директор на администрацията на президента. През 1998 г. е назначен за директор на Федералната служба за сигурност на Русия. През март 1999 г. става секретар на Съвета за сигурност на Русия, а през август – министър-председател на Русия. От декември същата година изпълнява длъжността президент на Русия. През 2000 г. е избран за държавен глава, а през 2004 г. е преизбран за втори мандат.

## Президентство
Президентството на Владимир Путин през първия му непрекъснат срок продължава от декември 1999 г. до май 2008 г.
Вследствие от политиката на Путин се извършват размествания в руската олигархия. Шефът на НК „ЮКОС“ Михаил Ходорковски, арестуван на 25 октомври 2003 г. по обвинение в нарушения, допуснати в приватизацията на ЗАО „Апатит“. Борис Березовски намира убежище в Англия. Същевременно останалите лоялни на Путин олигарси продължават да развиват своя бизнес, без да получават същото внимание от страна на прокуратурата.
Създадени са популистки младежки организации, основните от които са образуваната през 2005 г. „Наши“ и „Млада гвардия“.
По повод даването на британско политическо убежище на бившия руски офицер от сигурността Александър Литвиненко, който според руски проправителствени издания е свързан с чеченски терористи, Путин заявява, че след като британските власти „са позволили да се съберат на тяхна територия значително количество мошеници, негодници и терористи, те са създали условия, в рамките на които се подлага на опасност животът и здравето на самите поданици на Британия“. „И цялата отговорност за това е на британската страна“, подчертава бившият президент на Русия. Искането от Британия за екстрадиране на Андрей Луговой, който е гражданин на Русия, Путин нарича „глупаво“ и заявява: „Ако тези люде, които са ни предявили искане за предаването на Луговой, не знаят това (б.ред.: забраната от конституцията за екстрадиране на руски граждани), то под въпрос се поставя нивото на тяхната компетентност, ако са знаели, значи това е просто политически ход с цел пиар“. Искането от британска страна за промяна на конституцията Владимир Путин нарича „рудимент от колониалното мислене“ и отбелязва, че всъщност на тях им трябва да сменят мозъците, а не конституцията.

В международните отношения Путин прави все по-критични публични изявления по отношение на САЩ и други западни страни. През февруари 2007 г., по време на годишната Мюнхенска конференция по политика на сигурност, той критикува това, което той самия нарича монополно господство на САЩ в световните отношения, и подчерта, че САЩ показват „почти несъдържателно хипер използване на сила в международните отношения“. Путин каза, че резултатът от това е, че 
| „ | Никой не се чувства в безопасност! Защото никой не може да смята, че международното право е като каменна стена, която ще ги защитава. Разбира се, такава политика стимулира надпревара във въоръжаването. | “ |

Путин предложи някои инициативи като например създаване на международни центрове за обогатяване на уран и предотвратяването на разполагане на оръжия в космическото пространство. През месец януари 2007 г. в интервю Путин заяви, че Русия е за един демократичен многополюсен свят и за укрепване на системата на международното право.
Докато Путин често е характеризиран като автократ от западните медии и някои политици, отношенията му с президента на САЩ Джордж Уокър Буш, президента на Бразилия – Луис Инасио Лула да Силва, президента на Венецуела – Уго Чавес, бившия германски канцлер Герхард Шрьодер, бившия френски президент Жак Ширак и италианския премиер Силвио Берлускони е докладвано, че е лично приятелско. Отношенията на Путин с новия канцлер на Германия – Ангела Меркел, е съобщено, че е „по-хладно“ и „по-делово“ от партньорството му с Герхард Шрьодер.
В резултат от атаките от 11 септември срещу Съединените щати той се съгласи със създаването на коалиция военни бази в Централна Азия преди и по време на водената от САЩ инвазия в Афганистан. Руски националисти се противопоставиха на създаването на американско военно присъствие на територията на бившия Съветски съюз и очакваха Путин да пази САЩ от републиките от Централна Азия, или най-малкото да постигне задължение Вашингтон да се оттегли от тези бази веднага след като незабавната военна необходимост е преминала.
По време на разоръжаването през иракската криза през 2002 – 2003 г. Путин се противопоставя на хода на Вашингтон да нападне Ирак без наличието на резолюция за изрично разрешение за използване на военна сила от Съвета за сигурност на ООН. След официалния край на войната е обявено, че американският президент Джордж Буш е поискал от ООН да вдигне санкциите срещу Ирак. Путин подкрепя вдигането на санкциите, своевременно,[ неясно? ] като твърди, че първо трябва да бъде даден шанс на комисията на ООН да завърши работата си върху търсенето на оръжия за масово унищожение в Ирак.
През 2005 г. Путин и бившият германски канцлер Герхард Шрьодер се договарят за строителство на голям газопровод през Балтийско море, само между Русия и Германия. Също така Шрьодер присъства на 53-тия рожден ден на Путин в Санкт Петербург през същата година. Общността на независимите държави (ОНД), разглеждана в Москва като традиционна сфера на влияние, се превръща в един от приоритетите на външната политика по времето на Путин, тъй като ЕС и НАТО са се разширили, за да обхванат голяма част от Централна Европа, а и балтийските държави.
Путин два пъти посещава Украйна преди президентските избори в страната през 2004 г., за да покаже подкрепата си за премиера Виктор Янукович, който се възприема от мнозина като прокремълски кандидат, и да го поздрави за предвижданата победа, преди резултатите от изборите да са официално обявени. Личната подкрепа на Путин за Янукович е критикувана като неоправдана намеса в делата на суверенна държава. Кризите се отразяват и на отношенията на Русия с Грузия и Молдова, като и двете бивши съветски републики обвиняват Москва за подкрепа на сепаратистки лица на техните територии.
Отношенията на Русия с балтийските страни също остават напрегнати. През 2007 г. руско-естонските отношения се влошават още повече в резултат от противоречията за Бронзовия войник.
Путин взима активно лично участие при насърчаване на Акта за каноническа общност с Московската патриаршия, подписан на 17 май 2007 г., който възстанови отношенията между базираната в Москва Руска православна църква и Руската православна църква извън Русия, след 80-годишната схизма.
За трети път встъпва в длъжност на 7 май 2012 г. В деня на встъпването си в длъжност той подписва серия от програмни укази (така наречените майски укази). На следващия ден предлага на Държавната дума кандидатурата на Дмитрий Медведев за поста на министър-председател, а след като Медведев заема длъжността, Путин го задължава да състави ново правителство.
През 2013 г. Путин заема първото място в ежегодната класация „най-влиятелни хора в света“ на списание „Форбс“, на второ място остава Барак Обама. По мнение на съставителите на класацията, Путин е заслужил първото място, защото през 2013 г. той се е показал като „самодържавник, активно демонстриращ сила в собствената си страна и на международната арена“. През 2014 г., след присъединяването на Крим и началото на въоръжения конфликт в Източна Украйна, резултатът се повтаря. През 2016 година Путин за четвърти път е избран от Форбс за „най-влиятелен човек в света“. „Руският президент разшири влиянието на своята страна почти на всеки ъгъл на земното кълбо. И в родината си, и в Сирия, и на президентските избори в САЩ Путин получава това, което желае. Не се ограничава от установените световни норми, той успя да увеличи влиянието си през последните години“, – отбелязва списанието.
През февруари 2014 г. в Сочи са проведени ХХII зимни олимпийски игри.
На 18 март 2018 г. Путин е избран за четвърти път за президент на Русия, като получава рекордните 76,69 % от гласовете.
На 7 май същата година Путин встъпва в длъжност за четвърти път, на следващия ден е внесена кандидатурата на Дмитрий Медведев за премиерския пост. В същия ден, след като Медведев заема длъжността, Путин му предлага да сформира ново правителство. Указите за състава на новото правителство са подписани на 18 май. На 25 май 2018 година Путин обявява, че няма да се кандидатира за президент през 2024 г., заради изискванията на конституцията. През лятото на 2018 година е проведено Световно първенство по футбол Русия. На 15 януари 2020 г. в своето годишно обръщение към Федералното събрание Путин предлага да се внесат мащабни поправки в конституцията и обявява за комплекс от социално-икономически мерки, призвани да повишат нивото на благосъстояние на руските граждани и да способстват за решението на демографския проблем. След изявлението на Путин правителството подава оставка. На 16 януари 2020 г. правителството е оглавено от Михаил Мишустин.

### Изменение на конституцията
На 15 януари 2020 г. в своето обръщение към Федералното събрание Путин предлага да се внесат в конституцията редица поправки и да се проведе гласуване по целия предполагаем пакет, който, по думите на Путин, трябва да предвиждат следните изменения:
- установяване на приоритет на руската конституция пред международното право
- разширение на правата на Държавната дума: Думата трябва да получи правото да утвърждава кандидатурата на премиера, на вицепремиерите и федералните министри
- ожесточаване на ограниченията за лица, които заемат „важни за обезпечението на безопасността на страната“ длъжности (депутати, сенатори, министри, съдии, ръководители на региони), – те са длъжни да нямат чуждо гражданство или вид жителство в други страни
- държавните служители да не разполагат със сметки в чужди държави и да съхраняват ценности извън Русия
- ожесточаване на ограниченията за лица, които желаят да се кандидатират за поста президент: кандидатите са длъжни да са живели в Русия не по-малко от 25 години и да нямат чуждо гражданство
- разширения на пълномощията на Съвета на федерацията по отношение на федералните съдии, съдиите в Конституционния и Върховния съд.
- записване в конституцията, че бракът е съюз между мъж и жена
- децата да бъдат възпитавани в патриотизъм и уважение към по-възрастните
- въвеждане на термина „традиционни семейни ценности“, за които да отговаря правителството
- назначаване от президента на ръководителите на силовите ведомства със съгласуване със Съвета на федерацията
- закрепване в конституцията норми за това, че МРОТ (минималният размер на заплащане на труда) не може да бъде по-ниско от минимума на оцеляване
- закрепване в конституцията на регулярна индексация на пенсиите
- усилване на ролята на губернаторите и Държавния съвет
- усилване на ролята на Конституционния съд

По първоначално оценка на западните медии, предложеното преразпределение на пълномощията на държавните органи ще позволи на Путин да остане на власт и след 2024 година, като заеме премиерския пост или стане ръководител на Държавния съвет.
В хода на обсъжданията на поправката бившия помощник на Путин – Владислав Сурков и членът на висшия съвет на „Единна Русия“ – Валентина Терешкова предлагат да се започне зануляване на президентските мандати на Путин след приемането на пакета, да се отменят конституционните ограничения по бройката на президентските мандати или да се позволи на Путин повторно да се избира на поста президент. На 10 март Путин, говорейки в Държавната дума, поддържа възможността за „зануляване“ на своите президентски мандати. На 14 март Путин подписва закон за поправките в конституцията. Националното гласуване на поправките е назначено за 22 април, но във връзка с пандемията от коронавирус е отложено. Във връзка с ограничаването на масовите мероприятия, въведени за борба с вируса, на опозицията е отказано да провежда митинги против поправките.
На 21 юни Путин отбелязва, че в случай на приемане на поправката ще се кандидатира отново за президент.
На 1 юли по разпореждане на Путин на всяко дете до 16-годишна възраст е отпусната еднократна помощ в размер на 10 000 рубли (141 долара).
На 1 юли 2020 г. е официалния вот, на който в подкрепа на поправките гласуват 77,9 % от гласувалите, малко над 21,2 % са против. Според Централната избирателна комисия активността е била 65 %. По този начин на Путин се предоставя възможност да се кандидатира за президент за още два мандата по шест години. Това му позволява да ръководи страната до 2036 година.

### Ваксина срещу коронавирус
На 11 август 2020 г. Путин обявява за регистрацията на първата ваксина в света срещу COVID-19 в Русия. През септември в Руската федерация започва кампания за доброволна ваксинация.

### Русия и глобалното затопляне
През 2016 г. Русия подписва Парижкото споразумение за климата, което има за цел да се бори с глобалното затопляне и регулира емисиите на въглероден диоксид в атмосферата. В същото време, Александър Бедрицки, специален пратеник на руския президент по въпросите на климата, на 22-ра конференция на страните по Рамковата конвенция на ООН за изменението на климата в Маракеш, заяви, че Русия не разглежда отказването от въглеводороди като начин за намаляване на емисиите на парникови газове. На въпрос на Блумбърг дали президентът Путин е съгласен с причините за глобалното затопляне, посочени в Парижкото споразумение, неговият прессекретар Дмитрий Песков отговоря недвусмислено: „Не“.
През септември 2019 г. Парижкото споразумение е ратифицирано с указ на руското правителство. Предполага се, че позицията на президента Путин се е променила благодарение на лобистките усилия на лидерите на Франция и Германия.

### Външна политика
По оценка на Bloomberg, Русия за 20 годишното управление на Путин е успяла частично да възстанови геополитическото влияние на Съветския съюз, при това разполагайки със скромни финансови средства. В частност, Путин укрепва отношенията с КНР, присъединява Крим, изменя хода на войната в Сирия и прави Русия ключов фактор в Близкия изток, успява да продаде С-400 на натовската Турция, а също така сключва крупни оръжейни и нефтени договори с ключовият американски съюзник – Саудитска Арабия. Русия също така за първи път от 20 години започна да разширява своето влияние в Африка.

### Отношения Русия – НАТО
В годишното си обръщение към Федералното събрание на 26 април 2007 г., Путин споделя плановете си да обяви мораториум върху спазването на Договора за обикновените въоръжени сили в Европа от Русия, докато членовете на НАТО го ратифицират и започнат спазването на неговите разпоредби, тъй като Русия е правила това на едностранна основа.
Путин твърди, че като нови членове на НАТО дори не са подписали договора, един дисбаланс в присъствието на НАТО и руските въоръжени сили в Европа създава реална заплаха и непридвидима ситуация за Русия. Членовете на НАТО заявяват, че ще откажат да ратифицират договора, докато Русия не спази ангажиментите, поети в Истанбул през 1999 г., според които Русия трябва да изтегли войниците и военното си оборудване от Молдова и Грузия. Руският външен министър Сергей Лавров, цитиран в отговор, че „Русия отдавна е изпълнила всичките си задължения, свързани с Истанбул, отнасящи се до конвенционалните сили в Европа“. Русия е преустановила участието си в ДОВСЕ в полунощ Московско време на 11 декември 2007 г. На 12 декември 2007 г. САЩ официално заявиха, че дълбоко съжаляват за решението на Руската федерация да „спре“ изпълнението на задължението си по Договора за конвенционалните въоръжени сили в Европа (ДОВСЕ).“ Говорителят на Държавния департамент Шон Маккормак в писмено изявление добави, че „конвенционалните сили на Русия са най-големите на европейския континент, и нейното едностранно действие вреди на този успешен контрол над въоръжените сили“. Първостепенна грижа на НАТО, произтичащи от спирането на Русия е, че Москва вече може да ускори военното си присъствие в региона на Северен Кавказ.
Месеците след Мюнхенската реч на Путин са белязани с напрежение и скок в риториката и от двете страни на Атлантическия океан. Владимир Путин заяви по време на годишнината на Деня на победата: „Тези заплахи не намаляват, а само трансформират и променят външния си вид.“ „Тези нови заплахи, както по времето на Третия райх, показват същото презрение към човешкия живот и същия стремеж към изключително диктуване на целия свят.“ Това се тълкува от някои руски и западни коментатори като сравняване на САЩ с нацистка Германия. В навечерието на 33-тата среща на върха на Г-8 в Хайлигендам американската журналистка Ан Епълбаум, която е омъжена за полски политик, пише, че „Независимо дали чрез водене на кибервойна с Естония, заплашване на доставките на газ на Литва или бойкотиране на грузинско вино и полско месо, той (Путин) възнамерява през следващите няколко години да затвърди руското влияние в бившите комунистически държави в Европа, независимо дали тези държави искат руското влияние или не. В същото време той пояснява, че вече не гледа на западните държави само като на доброкачествени търговски партньори, а като заплахи в стил Студената война.“
Британският историк Макс Хейстингс описва Путин като „духовен наследник на Сталин“ в статията си „Ще трябва ли да се борим с Русия този век?“. Британският учен Норман Стоун в своята статия „Не се чудят като Путин“ го сравнява с генерал Шарл дьо Гол. Ади Игнатий твърди, че „Путин... не е Сталин. Няма масови чистки в Русия днес, няма широка атмосфера на терор. Но Путин отново създава силна държава и всеки, който стои на пътя му, ще си плати за това.“ В същата статия Хейстингс продължава, че въпреки че „връщането на пряката военна конфронтация от времето на Студената война е малко вероятно“, „идеята за западно приятелство с Русия е само на хартия. И руските, и американските представители винаги са отричали идеята за нова Студена война. Така че американският военен министър Робърт Гейтс каза още на Мюнхенската конференция: „Всички сме изправени пред много общи проблеми и предизвикателства, които трябва да бъдат разгледани в партньорство с други страни, включително Русия... Една Студена война беше напълно достатъчна.“ Владимир Путин заяви на 33-тата среща на Г-8 на 4 юни: „Ние не искаме конфронтация, искаме да се ангажираме в диалог. Обаче искаме диалог, който признава равенството на интересите и на двете страни.“
По отношение на противоракетния щит на САЩ в Европа Путин представи на президента Джордж Буш публично контрапредложение на 7 юни 2007 г. за споделяне на използването на радарната система от съветската епоха в Азербайджан, а не изграждане на нова система в Полша и Чехия. Путин изрази готовност за модернизиране на радарната станция Габала, която е в експлоатация от 1986 г. насам. Путин предлага, че няма да е необходимо да се разполагат ракети в Полша след това, но прехващачи могат да бъдат поставени в съставни части на НАТО в Турция или Ирак. Путин предложи също равно участие на заинтересованите страни в проекта.
На 4 юни 2007, в интервю за журналисти от страните от Г-8, при отговора на въпроса дали руските ядрени сили могат да бъдат насочени към европейски цели в случай, че „САЩ продължават изграждането на стратегически щит в Полша и Чехия“, Путин призна, че „ако част от ядрения потенциал на САЩ се намира в Европа и нашите военни експерти считат, че те представляват потенциална заплаха, след това ние ще трябва да предприемем необходимите ответни стъпки. Какви стъпки? Разбира се, ние трябва да имаме нови цели в Европа.“

### Отношения Русия – Великобритания
Краят на 2006 г. довежда до обтягане на отношенията между Русия и Великобритания по повод на смъртта на бивш офицер от ФСБ в Лондон от отравяне. На 20 юли 2007 г. британският премиер Гордън Браун експулсира „четири руски пратеници заради отказа на Путин да екстрадира бившия агент на КГБ Андрей Луговой, издирван във Великобритания за убийството на приятеля си и бивш шпионин Александър Литвиненко в Лондон“. Руската конституция забранява екстрадирането на руски граждани в трети страни. Британският външен министър Дейвид Милибанд заявява, че „тази ситуация не е уникална, и други страни са изменили своите конституции, например за прилагане на Европейската заповед за арест“.
Изявлението на Милибанд е широко представяно от руските медии като британско предложение за промяна на Конституцията. Според VCIOM 62% от руснаците са против промяна на Конституцията в това отношение. Британският посланик в Москва Тони Брентън заявява, че Великобритания не иска Русия да подкопае своята Конституция, а по-скоро го тълкува по такъв начин, че ще направи екстрадирането на Луговой възможно. В отговор Путин съветва британските власти да „определят главите си“, а не да предлагат промяна на руската конституция, и заяви, че британските предложения са „отживелица от начина на мислене през колониалната епоха“.
Когато Литвиненко умира от лъчева болест, той твърдо обвинява Путин за насочване на убийството в декларация, която е пусната малко след смъртта му от неговия приятел Алекс Голдфарб. Критиците се съмняват, че Литвиненко е истинският автор на разпространеното изявление. Запитан за обвиненията на Литвиненко, Путин заявява, че „изявление, разпространено след смъртта на своя автор, естествено не заслужава коментар".
Експулсирането е разглеждано като „най-големия разрив откакто страните експулсираха взаимно дипломатите си през 1996 г. след шпионски спор.“ В отговор на ситуацията Путин заявява: „Мисля, че ще преодолеем тази миникриза. Руско-британските отношения ще се развиват нормално. И руската, и британската страна сме заинтересовани от развитието на тези отношения.“ Въпреки това на посланика на Великобритания Тони Брентън е съобщено от руското външно министерство, че на британските дипломати ще бъдат дадени 10 дни, преди да бъдат експулсирани в отговор. Руското правителство обявява също, че ще спре издаването на визи на длъжностни лица от Великобритания и замразява сътрудничеството в областта на борбата с тероризма в отговор на Великобритания и спира контактите си с Федералната служба за сигурност.
Александър Шокин, президент на руския съюз на индустриалците и предприемачите, предупреждава, че британските инвеститори в Русия "ще са изложени на засилен контрол от данъчните и регулаторните органи и те биха могли да загубят в държавни търгове. Някои виждат кризата като резултат от решението на Великобритания да предостави на бившия покровител на Путин, руския милиардер Борис Березовски, политическо убежище през 2003 г. По-рано, през 2007 г., Березовски призовава за свалянето на Путин от власт.
На 10 декември 2007 г. Русия нарежда на Британския съвет да спре работата на регионалните си офиси в това, което се гледа като последния кръг на спор във връзка с убийството на Александър Литвиненко; Великобритания заявява, че решението на Русия е незаконно.
Следвайки мирната мисия през 2007 г. военни учения съвместно с държавите членки на Шанхайската организация за сътрудничество (ШОС), Путин обявява на 17 август 2007 г. възобновяване на постоянна база за патрулиране на стратегически бомбардировачи на полети на дълги разстояния на Русия, които са спрени през 1992 г. Говорителят на Държавния департамент на САЩ Шон Маккормак, цитиран в отговор, че „ако Русия иска да вземе някои от тези стари самолети и ги накара отново да летят, това си е тяхно решение.“ Първото по рода си в историята съобщение, направено по време на срещата на върха в ШОС (която се проведе на руска територия) в светлината на съвместните руско-китайски военни учения, кара някои да вярват, че Путин е склонен да създаде антинатовски блок или азиатски вариант на ОПЕК.
Когато представя предположението, че „западните наблюдатели вече оприличават ШОС на военна организация, която ще застане в опозиция на НАТО“, Путин отговаря, че „това сравнение е неподходящо по форма и съдържание.“
Руският началник на Генералния щаб Юрий Балюевски е цитиран да казва, че „не трябва да се говори за създаване на военен или политически съюз, или съюз от всякакъв вид, тъй като това ще противоречи на основополагащите принципи на ШОС".
Възобновяването на полетите на дълги разстояния на стратегическите бомбардировачи на Русия е последвано от обявяването на руския министър на отбраната Анатолий Сердюков по време на срещата си с Путин, на 5 декември 2007 г., че 11 кораба, включително самолетоносачът „Кузнецов“, ще вземат участие в първата голяма флотска експедиция в Средиземно море от времето на Съветския съюз. Излитането за сражение трябва да акомпанира 47 самолета, включително стратегически бомбардировачи. Според Сердюков, това е опит да се подновят редовните руски военни патрули на океаните в света, изглежда, че се подкрепя и от руските медии. Военният анализатор от „Новая газета“ Павел Фелгенхауер смята, че заради аварията си Кузнецов не е напълно боеспособен и е по-скоро заплаха за екипажа си, отколкото за всеки предполагаем враг.
През септември 2007 г. Путин посещава Индонезия и по този начин става първият руски лидер, посетил страната през последните 50 години. През същия месец Путин присъства и на срещата на АПЕК, проведена в Сидни, Австралия, където се срещна с австралийския премиер Джон Хауърд и подписа договор за търговия с уран. Това е първото посещение на руски президент в Австралия.
На 16 октомври 2007 г. Путин посещава Техеран, за да участва Иран във Втората Каспийска среща на върха. Там той се среща с иранския лидер Махмуд Ахмадинежад. Други участници са лидерите на Азербайджан, Казахстан и Туркменистан. Това е първата визита на лидер на Кремъл в Иран от участието на Йосиф Сталин в конференцията в Техеран през 1943 г. На пресконференция след срещата на върха Путин заявява, че „всички наши (Каспийски) държави имат правото да развиват мирна ядрена програма, без никакви ограничения“. По време на срещата е договорено, че нейните участници в никакъв случай не биха позволили на която и да е трета страна да използва тяхната територия като база за агресия или военни действия срещу всички останали участници.
На 26 октомври 2007 г., по време на конференция, следвайки 20-ата среща на равнище Русия-ЕС в Португалия, Путин предлага да се създаде руско-европейски Институт за свобода и демокрация със седалище или в Брюксел или в някоя от европейските столици и добави, че „ние сме готови да предоставим средства за неговото финансиране, така както Европа покрива разходите за проекти в Русия.“ Тази новопредложена институция се очаква да наблюдава нарушенията на човешките права в Европа и да допринася за развитието на европейската демокрация.
Робърт Каган, разсъждавайки върху това, което стои в основата на разрива между Русия и ЕС, пише през февруари 2008 г.: „кошмарите на Европа са 90-те години. Европа вижда отговора на своите проблеми в извисяването над национална държава и власт. За руснаците решението е в пълното им възстановяване. И така, какво се случва, когато едно предприятие на 21 век се изправи пред предизвикателството на властта от 19 век? Очертанията на конфликта вече се утвърждават – в дипломатическа готовност за компромиси по отношение на Косово, Украйна, Грузия и Естония; в конфликти за газо- и нефтопроводи, в неприятен дипломатически обмен между Русия и Великобритания, както и до възстановяване на руските военни учения, които по вид не са виждани от Студената война. Европейците са загрижени, с добра причина.“

### Отношения Путин – Буш младши
Руският президент Владимир Путин и президентът на САЩ Джордж У. Буш не успяват да разрешат различията си по плановете на САЩ за планираната система за противоракетна отбрана в Полша и Чехия, на срещата им в руския черноморския курорт Сочи на 6 април 2008. Путин уточнява, че не е съгласен с решението за създаване на обекти в страните от Източна Европа, но казва, че са се споразумели за „стратегическа рамка“ за насочване на бъдещите американско-руски отношения, в които Русия и САЩ заявяват, че признават, че ерата, в която са гледали една на друга като „стратегическа заплаха или враг“, вече е свършила. Путин изразява предпазлив оптимизъм, че може да се намери начин двете страни да си сътрудничат за противоракетна отбрана и описа неговата осемгодишна връзка с Буш като „най-вече положителна“. Срещата на върха е последната среща между Буш и Путин като президенти и следва присъствие на двамата лидери „на срещата на НАТО в Румъния на 2 – 4 април 2008 г.“ Тази среща също така подчертава различията между Вашингтон и Москва за подкрепяното от САЩ предложение за разширяване на военния съюз да се включи в бившите съветски републики Украйна и Грузия. Русия се противопоставя на предложеното разширяване, страхувайки се, че ще намали собственото си влияние над своите съседи. Фарид Закария споменава, че през 2008 г. войната Южна Осетия се превръща в дипломатическо бедствие за Русия. Той навежда на мисълта, че това е важна стратегическа грешка, превръщайки съседни държави като Украйна, за да обхванат повече САЩ и други западни държави. Джордж Фридман, основател и главен изпълнителен директор на частна разузнавателна агенция Стратфор, заема противоположното мнение, твърдейки, че и войната, и руската външна политика Русия са успехи в разширяването на влиянието си.

### Предаване на длъжността
Церемонията по предаване на длъжността се провежда в Кремъл, след салют от Кремълския президентски полк. Президентският кортеж преминава през отваряните само в изключително редки случаи Спаски врати. В своята заключителна реч при отстъпването на длъжността на Дмитрий Медведев на 7 май 2008 г. в присъствието и на руския патриарх Алексий II Владимир Владимирович заявява, че не е нарушил приетото заедно с президентството задължение да служи открито и честно на народа си, че задължението да брани Русия за него е висш граждански дълг, който той ще изпълнява целия си живот и че у управляващия нравствеността е не по-маловажно качество от професионализма и опита.

## Премиерство
Още същия ден Дмитрий Медведев внася в Държавната дума указ с предложение за назначаване на Владимир Путин за премиер-министър. Предходният премиер-министър Виктор Зубков подава оставка заедно с Владимир Путин на 7 май съобразно конституцията. Три от четирите фракции (Единна Русия, Либералдемократическата партия и Справедлива Русия) заявяват, че ще го подкрепят след негова среща с ръководителите на партиите. Гласуването и встъпването в длъжност се осъществява на 8 май с безпрецедентно мнозинство от 392 гласа „за“ от общо 450. В проекта си за бъдещата икономическа политика на правителството Владимир Владимирович заявява, че ще задели 30 млрд. рубли в Селхозбанк, за да бъдат регулирани цените на зърното и осуетено самоволното рязко нарастване на цените, което е световно явление. Ще се продължи и политиката на високи мита при експорта на селскостопанска продукция.
Във външната политика Владимир Путин на въпроса от депутат от ЛДПР как ще се противопостави на следното явление: призивите на Запада за свободна конкуренция в Русия от една страна и „двойния стандарт“ и забравянето на израза „свободна конкуренция“ от същия този Запад, веднага щом става дума за руски инвестиции там, отговаря, че това не е въпрос, а политическа позиция, която той изцяло споделя. Опасенията на Запада от руски инвестиции той окачествява като безпочвени, поради простата причина, че чуждите инвестиции в Русия са 10 пъти повече от руските в чужбина. 
На 29 май 2008 г. Путин пристига на работно посещение във Франция. Отношенията между него и Никола Саркози са близки и един от признаците за това е, че Саркози изпрати поздравления на Дмитрий Медведев веднага след оповестяването на резултата от президентските избори, докато много други западни държави изразяваха загриженост за изборния процес. Това е първото чуждестранно посещение на Путин като (втори път) премиер. За 5 години икономическият обмен между двете страни се е утроил, тази насока трябва да продължава, заявяват той и френският премиер-министър Франсоа Фийон. Запитан за човешките права в Русия, Путин заявява, че това вече не е част от компетенциите му. По-късно на 29 май Путин прекарва тържествена вечеря в Елисейския дворец, чест, която се оказва само на президенти. В петък също така е предвидена среща на бившия руски президент с бившия френски президент Жак Ширак,  който през месец май 2008 г. става лауреат на почетната държавна премия на Руската Федерация. Путин, който владее свободно немски език, само за кратко общува с френския президент без преводач.

## Политика за околната среда
Владимир Путин лично надзирава програми за защита на редки и застрашени видове в Русия:
- Програма за Амурския тигър[44]
- Програма за кита белуга[45]
- Програма за полярната мечка[46]
- Програма за снежния леопард[47]

## Лично богатство
Официалните данни, публикувани по време на законодателните избори през 2007 г., показват, че богатството на Путин възлиза на приблизително 3,7 милиона рубли (280 000 щатски долара или 510 944 български лева) в банкови сметки, частен апартамент от 77,4 квадратни метра в Санкт Петербург и различни други активи. Отчетените приходи на Путин за 2006 г. възлизат на 2 милиона рубли (приблизително 152 000 долара). През 2012 г. Путин има отчетен доход от 3,6 милиона рубли (270 000 долара). Путин е сниман да носи редица скъпи ръчни часовници, общо оценени на 700 000 долара, което е почти шест пъти годишната му заплата. Известно е, че Путин понякога подарява часовници на стойност хиляди долари, например часовник, идентифициран като Blancpain на момче от Сибир, което среща по време на ваканция си през 2009 г., и друг подобен часовник на заводски работник същата година. Според руски опозиционни политици и журналисти Путин тайно притежава състояние от няколко милиарда долари чрез последователно притежаване на дялове в редица руски компании. Според една редакционна статия във Вашингтон Поуст, „Путин може технически да не притежава тези 43 самолета, но като единствена политическа сила в Русия, той може да се държи така, сякаш са негови“. Тези противоречиви твърдения са анализирани от Polygraph.info, който разглеждат редица доклади на Уестърн (Андерс Ослунд оценка от 100-160 милиарда долара) и руски (Станислав Белковски оценява на 40 милиарда долара) анализатори, ЦРУ (оценка от 40 милиарда долара през 2007 г.), както и контрааргументи на руски медии. Полиграф заключва:"Има несигурност относно точната сума на богатството на Путин, а оценката на директора на Националното разузнаване на САЩ очевидно все още не е завършена. Въпреки това, с купчината доказателства и документи в Панамските документи и в ръцете на независими следователи като тези, цитирани от Dawisha, Polygraph.info установява, че твърдението на Данилов, че западните разузнавателни агенции не са успели да намерят доказателства за богатството на Путин, е подвеждащо"
През април 2016 г. 11 милиона документа, принадлежащи на панамската адвокатска кантора Mossack Fonseca, изтичат в германския вестник Заддойче Цаийтунг и базирания във Вашингтон Международен консорциум на разследващите журналисти. Името на Путин не фигурира в нито един от записите, а Путин отрича участието си в компанията. Различни медии обаче съобщават за трима от сътрудниците на Путин в списъка. Според изтичането на документите от Панама, близки доверени сътрудници на Путин притежават офшорни компании на обща стойност 2 милиарда долара. Германският вестник Зюддойче Цайтунг смята за правдоподобна възможността семейството на Путин да печели от тези пари. Според вестника 2 милиарда щатски долара са били "тайно прехвърлени през банки и компании в сянка, свързани със сътрудниците на Путин", като строителните милиардери Аркадий и Борис Ротенберг и Банка "Россия", по-рано идентифицирана от Държавния департамент на САЩ като третирана от Путин тъй като личната му банкова сметка е била централна за улесняването на това. В него се заключава, че „Путин показа, че е готов да предприеме агресивни стъпки, за да запази секретността и да защити [такива] общински активи“. Значителна част от следата на парите води до най-добрия приятел на Путин Сергей Ролдугин. Въпреки че е музикант и по собствените му думи не е бизнесмен, изглежда, че е натрупал активи на стойност 100 милиона долара, а вероятно и повече. Има спекулации, че Путин всъщност притежава средствата, а Ролдугин просто е действал като пълномощник. Гари Каспаров каза, че „Путин контролира достатъчно пари, вероятно повече от всеки друг индивид в историята на човешката раса“.

## Критика
Според мнение на Михаил Горбачов, изразено през ноември 2014 г., Путин започва да се разболява от същата болест, от която според признанието е страдал и самият бивш президент на СССР – самоувереност: „Той смята себе си за заместител на Бог, аз наистина не знам обаче..."
Пресата по света отбелязва характерното закъснение на Путин за насрочени срещи с държавни, правителствени, кралски особи и римския папа.

### Обвинения за участие в убийството на Александър Литвиненко
През ноември 2006 г. в Обединеното кралство умира Александър Литвиненко, бивш служител на ФСБ, който получава политическо убежище на Острова, след като бяга от Русия и работи за британското разузнаване MI6. Причината за смъртта е отравяне с полоний-210. Отравянето на Литвиненко и разследването, започнато от британските власти, довеждат до влошаване на руско-британските отношения. Британският съд заключава, че Литвиненко е убит в резултат на специална операция на ФСБ, очевидно одобрена лично от директора на ФСБ Николай Патрушев и руския президент Путин. Констатациите на Върховния съд са отхвърлени от говорителите на Путин като недоказани и основани на спекулации.

### Противобългарски пропагандни кампании и репресии
На 9 май 2015 г., по повод на нападението на албански терористи в град Куманово, награждаваната от Путин, агент на руското разузнаване и санкционираната след 8 години от Украйна прокремълска журналистка Дария Асламова публикува поръчков материал във вестник "Комсомолска правда", на който има карта на "обединена Македония", в това число и с "освободен" Пирински дял на областта, който е обявен за "окупиран" от България. Страната е обвинена и в "поддръжка на албанските терористи", въпреки българската поддръжка за отбраната на Македония през 2001 година. Освен това България е обявена за отлъчена от Православната цивилизация. Статията в следващите месеци е споделена в множество рашистки и путинистки сайтове. През юни 2021 г. Асламова публикува обширен репортаж от България, в който се твърди че "българските подчовеци с еднакъв ентусиазъм се борят не само за събарянето на съветски паметници, но и за издигането на нови - на своите западни "приятели". На 24 май 2017 година, в присъствието на президента на тогавашната Македония Георге Иванов, Путин нарича кирилицата "македонска", заради което е критикуван и от алтернативни медии в самата Русия. Руското посолство в Скопие пък от своя страна многократно насърчава македонистките исторически извращения, публикувайки на фейсбук страницата си постове, македонизиращи Братя Миладинови, ВМОРО/ВМРО, Гоце Делчев, Климент Охридски, други български исторически личности и кирилицата (за което е създаден и филм) и дори представят "българската фашистка окупация" на Македония през Втората световна като "генерална репетиция" на нападението на Германия срещу СССР.При започналата на 24 февруари 2022 г. руската инвазия в Украйна в окупираните от Руската армия части на Запорожката област окупационните власти забраняват изучаването на българския език и затварят Българските неделни училища и центрове, а земеделската продукция на местните българи е изкупена принудително на безценница и много от тях са застрашени от глад.

### Ресъветизация и правото на силата като държавна идеология
По времето на Путин е осъществена ресъветизация на Русия, изразяваща се в оправдаване на всички престъпления на съветския режим без колективизацията и национализацията, масова пропаганда във възхвала на "съветските постижения" - измислени, преувеличени и истински, възстановяването на паметници на съветски функционери и реклама на съветския начин на живот, мелодията на Руският химн е взета от тази на съветския, а култът към победата във Втората световна се превръща в култ към държавното насилие. Връх на ресъветизацията е издаденият във втората половина на 2023 г. единен учебник по история за X и XI клас, известен като "учебника на Медински", разказващ за руската история от края на ВСВ до наши дни, в който за пръв път след смъртта му няма нито една критика към Сталин и всички трудности на СССР се обясняват с "интригите на колективния Запад".Но заради факта, че не може да съществува Съветски съюз без тоталитарните комунистически идеология и режим, руският либерален журналист Евгений Трифонов определя ресъветизацията като основата на нова и садистична държавна идеология, целяща легитимирането на олигархичната, авторитарната и неограничена от закон и морал власт на Путин и обкръжението му, в чиято основа са образи на исторически фигури, почитани заради жестокостта им към собствения си народ, отхвърлянето на Европейската цивилизация, прогреса и свободата - от Иван Грозни до Сталин и Берия, като не се почитат официално истинските им успехи – като построените от първия градове и производствени мощности.

### Отравянето на Сергей и Юлия Скрипал
През март 2018 г. в Солсбъри (Великобритания) бившият офицер от ГРУ Сергей Скрипал, който е работил за британските специални служби, и дъщеря му са отровени. Британски експерти от секретната химическа лаборатория Портън Даун установяват, че при отравянето е използван боен химически агент от клас "Новичок". По-късно заключенията на британските експерти са потвърдени от Организацията за забрана на химическите оръжия. Правителството на Обединеното кралство обвинява Русия в съучастие в опита за убийство и в нарушение на Конвенцията за химическите оръжия.
Русия категорично отхвърля тези обвинения и заявява, че отравянето е провокация, която може да е организирано от специалните служби на Великобритания или от САЩ. Великобритания експулсира 23 руски дипломати в отговор на отравянето. Повечето страни от ЕС, както и САЩ, Канада, Австралия и редица други страни предприемат подобни стъпки от солидарност. Русия отговоря на това с реципрочни мерки.
През септември 2018 г. британската полиция пуска снимки на двама руски граждани, заподозрени в отравянето на Скрипал. Според британските разузнавателни служби те са офицери на ГРУ, които са пристигнали в Обединеното кралство под фалшиви имена. Британският премиер Тереза Мей заявява, че отравянето е санкционирано от руското ръководство, а британският министър на сигурността Бен Уолъс обвинява лично Владимир Путин за отравянето. Русия за пореден път отрича всички обвинения.

### Отравянето на Алексей Навални
През август 2020 г. руският опозиционер Алексей Навални, ръководител на Фондация за борба с корупцията (ФБК), е отровен. На 2 септември изследвания, проведени от специалната лаборатория на Бундесвера, показват, че Навални е бил отровен с военен нервнопаралитичен агент от групата "Новичок". По-късно Франция и Швеция потвърждават отравянето с Новичок, като се позовават на резултатите от собствените си изследвания в лаборатории, сертифицирани от Организацията за забрана на химическите оръжия (ОЗХО). ОЗХО провежда собствено изследване на биологичните проби на Навални и потвърждава заключенията на германски, френски и шведски лаборатории за наличието на следи от вещество от семейство Новичок в анализите. Навални и неговият екип заявяват, че лично Владимир Путин стои зад опита за убийство.
На 14 декември 2020 г. в интернет са публикувани резултатите от съвместно разследване на „Инсайдър“, „Нелингкат“ и Си Ен Ен с участието на „Шпигел“, съдържащи по-специално доказателства, че опитът за убийство срещу Навални е извършен от оперативна група на ФСБ, действащи под прикритието на Института по криминалистика на ФСБ. Владимир Путин определя разследването като "легализация на материали от американското разузнаване" и казва, че ако руските разузнавателни служби са искали да отровят Навални, те са щели да го направят докрай.

### Разследване на "Двореца на Путин" край Геленджик
За първи път за резиденцията край Геленджик, за която се твърди, че е построена за Владимир Путин, става широко известна през 2010 г., когато бизнесменът Сергей Колесников в отворено писмо до Дмитрий Медведев говори подробно за строителството и разкрива схеми за неговото финансиране. Според журналистически разследвания финансирането на съоръжението е извършено чрез корупционни схеми и за сметка на държавните компании Транснефт и Роснефт. През януари 2021 г. Фонда за борба с корупцията на Алексей Навални публикува подробно разследване „Дворец за Путин. Историята на най-големия подкуп”, представяща заснемане на територията от квадрокоптер, видеореконструкция и етажен план на съоръжението. Фонда оценява разходите за изграждане на дворцовия комплекс на 100 милиарда рубли (1,1 милиарда евро). Разследването посочва Владимир Путин като краен бенефициент на двореца.
През януари 2021 г. Путин заявява, че дворецът никога не е принадлежал на него или на близките му роднини. В същото време Аркадий Ротенберг, предприемач и приятел на Путин, се обявява за собственик на двореца. По думите му той е купил тази резиденция "преди няколко години" и възнамерява да я превърне в апарт-хотел.

### Нападение над Украйна
В ранните часове на 24 февруари 2022 г. Русия извършва пълномащабно военно нападение над своя югозападен съсед Украйна. Обявено от Путин като „военна операция“, имаща за цел – по негови думи – да „демилитаризира и денацифицира“ Украйна, то представлява най-драматичната ескалация на Руско-украинската война, започнала с Евромайдана – масови протести и гражданско неподчинение в Украйна срещу корупцията и отказа на тогавашните власти от проевропейски път на страната – и кулминирала до този момент с анексирането на Крим от Русия през 2014 година и паралелната война в Донбас, довела до смъртта на хиляди и оставила десетки хиляди ранени или осакатени.
Определяно като най-сериозната военна обстановка в Европа след края на Втората световна война, то следва няколкомесечно струпване на значителни руски военни части около границите на Украйна и последвалото признаване за независими на сепаратистките Донецка народна република и Луганска народна република от страна на Русия. Нападението е осъдено остро от българските власти, институциите и лидерите на Европейския съюз, от Великобритания, САЩ, Канада, Япония, Израел, Грузия, Турция и други, като виновен за последвалото насилие и човешки трагедии е посочен лично Владимир Путин, избрал преднамерено пътя на войната.
| „                                                         | Невинни мъже, жени и деца умират или се боят за живота си. Ние осъждаме тази варварска атака и циничните аргументи, с които се оправдава. Президентът Путин връща обратно войната в Европа. В тези мрачни часове, ЕС и неговите хора стоят зад Украйна и нейния народ. Изправени сме пред безпрецедентен акт на агресия от ръководството на Русия срещу суверенна и независима страна. | “ |
| Урсула фон дер Лайен, председател на Европейската комисия | |   |

| „                                    | Избирайки войната, президентът Путин не просто атакува Украйна. Той реши да извърши най-голямата атака на стабилността и Европа от десетилетия насам. | “ |
| Еманюел Макрон, президент на Франция | |   |

### Разследване от Международния наказателен съд
На 17 март 2023 година Международният наказателен съд в Хага издава международни заповеди за арест на Путин и на руския президентски комисар по правата на децата Мария Лвова-Белова. Двамата са издирвани от съда като заподозрени в организирането на депортиране на местно население от окупираните от Руската федерация региони на Украйна в нарушение на международните правни норми, както и в частност за „незаконно прехвърляне“ на украински деца на руска територия.
За Лвова-Белова, която се смята, че работи под директния контрол на Путин, има данни, че е надзиравала принудително осиновяване на украински деца в руски семейства. Тя самата лично е признавала в свои публични изявления, че за украинските деца е организирано „патриотично възпитание“ в любов към Русия. Изследване на Conflict Observatory описва организацията на тази система за „превъзпитаване“, в която децата са въвличани, понякога и насилствено, в нарушение на Женевските конвенции.
Обвиненията пряко към Путин са, че „не е успял да упражни контрол върху цивилни и военни негови подчинени, които са извършили [военни престъпления и други наказуеми по международното право деяния], или е позволил извършването им“. Той е едва седмият държавен глава в историята, който е обект на разследване от съда в Хага. Сред останалите издирвани или осъдени от съда са президентът на Кот д'Ивоар Лоран Гбагбо, суданският президент Омар ал-Башир, президентът на Либерия Чарлз Тейлър, бившият сръбски президент Слободан Милошевич и де факто ръководителят на Либия Муамар Кадафи.
Русия подписва Римския статут, с който е учреден Международният наказателен съд, но не го е ратифицирала, а през 2016 година, след като съдът започва разследване на руско-грузинската война от 2008 година, по нареждане на Путин оттегля и подписа си под статута. Говорителят на Путин, Дмитрий Песков, заявява, че Русия не признава юрисдикцията на съда, и определя въпросите, повдигнати от съда, като „възмутителни и неприемливи“. Председателят на Държавната дума Вячеслав Володин пък коментира, че „всяка атака срещу президента Владимир Путин е агресия срещу Русия“.
Освен в Русия, съдът няма юрисдикция и в около 70 други държави, които не са сред 123-те, подписали и ратифицирали Римския статут: Съединените щати, Китай, Индия, Пакистан, Филипините, Саудитска Арабия, Турция, Израел, Судан, Ирак, Либия, Етиопия, Куба и др. Съдът обаче има юрисдикция върху престъпленията, изброени в Римския статут, когато са извършени на територията на страните, подписали статута. Украйна от 01.01.2025 година официално стана страна по Римския статут с указ на президента на Украйна Володимир Зеленски, след като бяха подадени до съда декларации, в които Украйна признава юрисдикцията на Международния наказателен съд на своя територия, в съответствие с член 12 на статута..
Страните, подписали Римския статут, които включват по-голямата част от Европа, включително България, Южна Америка и Океания, Канада, Австралия, Мексико, около половината страни в Африка и други, са длъжни да съдействат на съда и би следвало да изпълнят нареждането за арест, ако Путин би се оказал на тяхна територия. Германският федерален министър на правосъдието обявява, че Германия ще се съобрази със заповедта за арест и ще задържи руския президент, ако той стъпи на немска земя.
В същото време се смята за малко вероятно Путин да бъде действително арестуван, поне докато е на власт, тъй като едва ли би посещавал страни членки по статута, а дори и да би посетил такава държава, не е сигурно, че би бил арестуван. Суданският президент Омар ал-Башир например посещава няколко страни по статута, между които Южна Африка и Йордания, без да бъде арестуван, въпреки издадената от съда заповед за задържането му. Международният наказателен съд не може да гледа дела задочно, без присъствието на обвиняемите, поради което и вероятността от започване на съдебен процес е ниска. Заповедта за арест на Путин от Международния наказателен съд в Хага ограничи пътуванията му зад граница, поради страх да не бъде арестуван, като последното пропускане на международно събитие беше на 1 октомври 2024 година за инагурацията на президента на Мексико Клаудия Шейнбаум и преди това на пропусна на срещата на страните от БРИКС в Южна Африка, проведена в периода 22-24 август 2023 година, само няколко месеца, след като заповедта на Международния наказателен съд в Хага влезе в сила.

## Личен живот
Владимир Владимирович Путин е син на Владимир Спиридонович Путин и Мария Ивановна Шелонова.
Има съпруга Людмила, две дъщери – Мария (р. 1985 г.) и Екатерина (р. 1986 г.), три кучета: лабрадор Кони, подарена му от министъра на извънредните ситуации Сергей Кожугетович Шойгу през 2000 г., пудел Тося със син Родео; коза Спаска, подарък от кмета на Москва Юрий Михайлович Лужков. На 13 ноември 2010 година, при посещение в България, министър-председателят Бойко Борисов му подарява каракачанско куче.
Майстор на спорта по самбо (1973) и по джудо (1975).